# Síndrome de McKusick-Kaufman
El síndrome de McKusick–Kaufman, también conocido como síndrome de McKusick-Kaufman o  síndrome de McKusick-Dungy-Kaufman es una enfermedad genética de tipo ciliopático. Fue descrita por Victor Almon McKusick en 1964 y posteriormente caracterizada por R. L. Kaufman y C. I. Dungy. La enfermedad se caracteriza por presentar una mutación autosómica recesiva del gen MKKS en el locus 20p12.

## Clínica
Los signos y síntomas de la enfermedad se comienzan al nacimiento. Los pacientes que presentan este síndrome pueden presentar hidrometrocolpos (en caso de ser mujeres), polidactilia postaxial y, en menor medida, defectos cardiacos. La polidactilia puede afectar a un solo miembro o a varios. En caso de ser varón, puede presentar hipospadias.